# Cercidiphyllum
Cercidiphyllum es un género de fanerógamas perteneciente a la familia Cercidiphyllaceae que incluye dos especies.

## Hábitat
Estas son oriundas de Asia oriental, de Japón (Honshu y Hokkaido) y de China (Shanxi suroeste cerca de Sichuan y de Zhejiang). 
Las dos especies son:
- Cercidiphyllum japonicum.
- Cercidiphyllum magnificum.

Cercidiphyllum japonicum, pueden alcanzar 45 m de altura, y es una de las maderas más duras en Asia. La otra especie, Cercidiphyllum magnificum, es mucho más pequeñas, rara vez llega a más de 10 m de altura. Cercidiphyllum es dimorfo, produciendo dos tipos de hojas. Las hojas jóvenes son ovales con su base en forma de corazón; las hojas maduras son cordiforme a reniforme con la base en forma. El tamaño de la hoja varía de 3-8 cm de largo y 3-5,5 cm de ancho. El género es dioico. Las flores se producen a principios de la primavera y el viento efectúa la  polinización, el fruto es un grupo de 2-4 vainas pequeñas, cada una de 1-2 cm de largo con numerosas, pequeñas y aplanadas semillas aladas. Los frutos maduran en otoño y la liberación de sus semillas ocurre desde el otoño hasta el invierno. 
Katsura es el nombre japonés para el árbol. El nombre científico Cercidiphyllum se refiere a la estrecha semejanza de las hojas a las de Cercis; estos dos géneros no están relacionados, sin embargo, pueden distinguirse fácilmente porque sus hojas son alternas, no contrarias. 